# Oevergrondwater

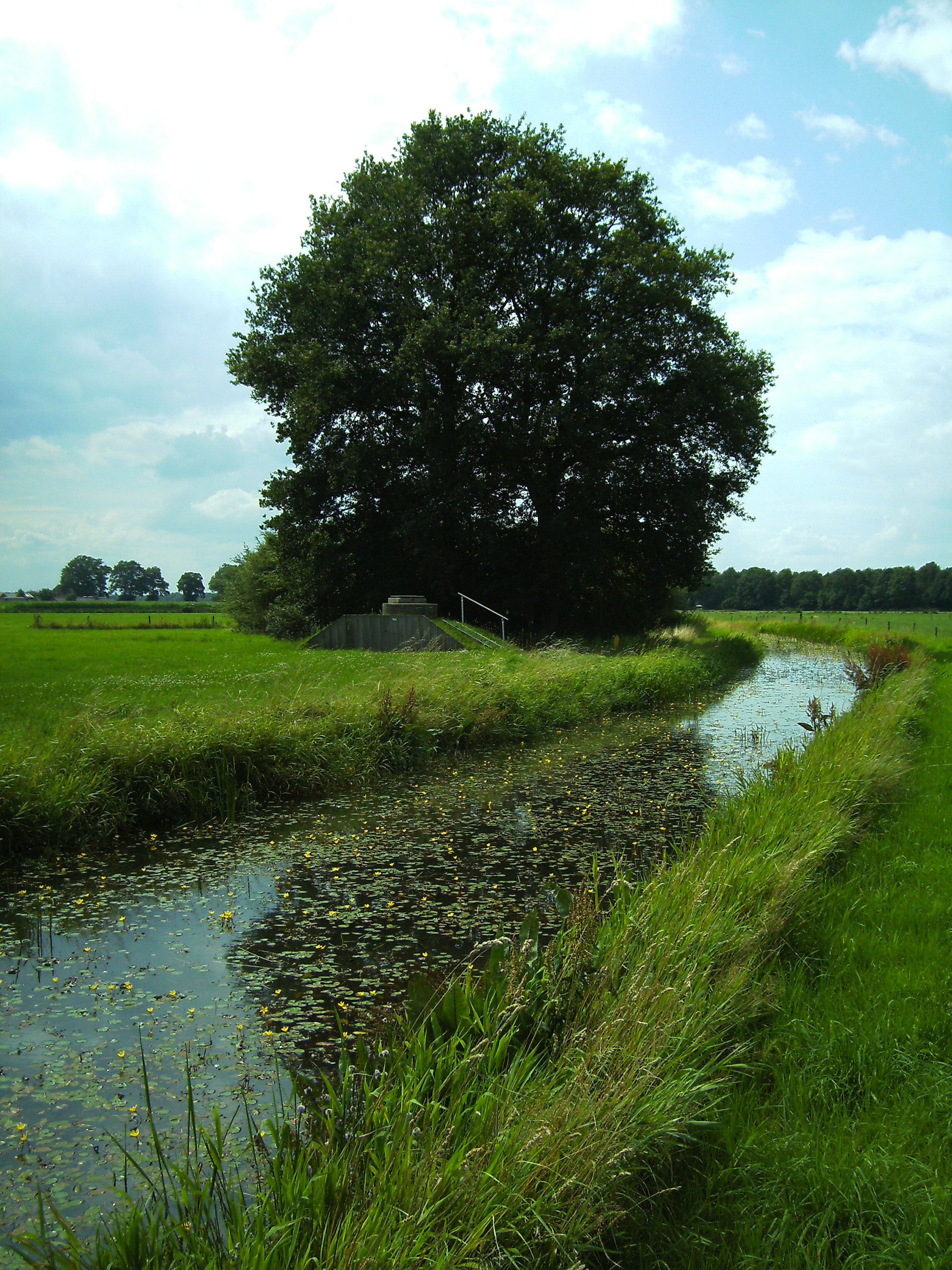
'Molshoop' met waterwinput bij de Soestwetering in Salland

Oevergrondwater is oppervlaktewater dat via meren, rivieren en andere waterlopen in de bodem infiltreert.
Als de infiltratie door waterwinning in stand wordt gehouden en oppervlaktewater van elders wordt aangevoerd, spreekt men van kunstmatige infiltratie. De infiltratie vult dan het door waterwinning ontstane grondwatertekort aan en zorgt voor een eerste reiniging van het oppervlaktewater. 
In het landschap zijn dan in de buurt van de watergang merkwaardige 'molshopen' te vinden waarin zich een waterpompput bevindt. Oevergrondwater wordt hier opgepompt en via een buis naar een drinkwaterzuiveringsstation getransporteerd. De opening van de put ligt verhoogd om verontreiniging vanaf het maaiveld te voorkomen.
Andere manieren van waterwinning zijn rechtstreekse oppervlaktewaterwinning en grondwaterwinning. Een in onbruik geraakte methode is het verzamelen van hemelwater in een regenput.